# ATX Open 2024
Il ATX Open 2024 è statoun torneo femminile di tennis giocato sul cemento. È stata la 2ª edizione del torneo, facente parte della categoria WTA 250 nell'ambito del WTA Tour 2024. Si è giocato al Westwood Country Club di Austin negli Stati Uniti d'America dal 26 febbraio al 4 marzo 2024.

## Partecipanti al singolare

### Teste di serie
| Nazionalità | Giocatrice        | Ranking* | Testa di serie |
| ----------- | ----------------- | -------- | -------------- |
| Ucraina     | Anhelina Kalinina | 32       | 1              |
| Stati Uniti | Sloane Stephens   | 41       | 2              |
| Stati Uniti | Danielle Collins  | 46       | 3              |
| Italia      | Lucia Bronzetti   | 60       | 4              |
| Francia     | Diane Parry       | 63       | 5              |
| Cina        | Wang Xiyu         | 64       | 6              |
| Stati Uniti | Peyton Stearns    | 65       | 7              |
| Cina        | Yuan Yue          | 69       | 8              |

* Ranking al 19 febbraio 2024.

### Altre partecipanti
Le seguenti giocatrici hanno ricevuto una wild card per il tabellone principale:
- Fernanda Contreras
- Victoria Jiménez Kasintseva
- Katie Volynets

La seguente giocatrice è entrata in tabellone con il ranking protetto:
- Anastasija Sevastova

Le seguenti giocatrici sono passate dalle qualificazioni:

- Sára Bejlek
- Olivia Gadecki
- Rebecca Marino
- Tereza Martincová
- Jessika Ponchet
- Sachia Vickery

### Ritiri
Prima del torneo
- Elina Avanesjan → sostituita da  Arina Rodionova
- Viktoryja Azaranka → sostituita da  Alizé Cornet
- Viktorija Golubic → sostituita da  Renata Zarazúa
- Ashlyn Krueger → sostituita da  Darja Semeņistaja
- Caty McNally → sostituita da  Emiliana Arango
- Mayar Sherif → sostituita da  Kamilla Rachimova

## Partecipanti al doppio

### Teste di serie
| Nazione    | Giocatrice         | Nazione | Giocatrice       | Ranking* | Testa di serie |
| ---------- | ------------------ | ------- | ---------------- | -------- | -------------- |
| Georgia    | Oksana Kalašnikova | Ucraina | Nadiia Kičenok   | 108      | 1              |
| Kazakistan | Anna Danilina      | Cina    | Zhang Shuai      | 122      | 2              |
|            | Irina Chromačëva   |         | Jana Sizikova    | 29       | 3              |
| Slovacchia | Tereza Mihalíková  | Belgio  | Yanina Wickmayer | 146      | 4              |

* Ranking al 19 febbraio 2023.

### Altre partecipanti
La seguente coppia di giocatrici ha ricevuto una wild card per il tabellone principale:
- Maya Joint /  Sabina Zejnalova
- Samantha Murray Sharan /  Jessika Ponchet

La seguente coppia di giocatrici è entrata in tabellone con il ranking protetto:
- Catherine Harrison /  Sabrina Santamaria

## Punti
| Evento    | V   | F   | SF | QF | 2T   | 1T | Q    | Q2   | Q1   |
| Singolare | 250 | 163 | 98 | 54 | 30   | 1  | 18   | 12   | 1    |
| Doppio    | 250 | 163 | 98 | 54 | N.D. | 1  | N.D. | N.D. | N.D. |

## Montepremi
| Evento    | V        | F        | SF       | QF      | 2T      | 1T      | Q2      | Q1      |
| Singolare | 35 250 $ | 20 830 $ | 11 610 $ | 6 608 $ | 4 040 $ | 2 890 $ | 2 140 $ | 1 380 $ |
| Doppio*   | 12 820 $ | 7 210 $  | 4 140 $  | 2 470 $ | N.D.    | 1 900 $ | N.D.    | N.D.    |

* per team

## Campionesse

### Singolare
Yuan Yue ha sconfitto in finale  Wang Xiyu con il punteggio di 6-4, 7-6(4).
- É il primo titolo in carriera per Yuan.

### Doppio
Olivia Gadecki /  Olivia Nicholls hanno sconfitto in finale  Katarzyna Kawa /  Bibiane Schoofs con il punteggio di 6-2, 6-4.